# Olivbulbyl
Olivbulbyl (Iole viridescens) är en fågel i familjen bulbyler inom ordningen tättingar.

## Utseende och läte
Olivbulbylen är en liten och mörk bulbyl med smutsaktigt olivgul undersida. Kombinationen av mörka ögon och rätt enfärgat utseende skiljer denna art från andra bruna bulbyler. Lätet är ett stigande tvåstavigt "chee-ik".

## Utbredning och systematik
Fågeln delas numera in i tre underarter med följande utbredning:
- viridescens-gruppen
  - Iole viridescens viridescens – södra Myanmar och sydvästra Thailand
  - Iole viridescens lekhakuni – södra Myanmar till västra Thailand
- Iole viridescens cinnamomeoventris – Malackahalvön från Merguidistriktet och Kranäset söderut till åtminstone Songkhla

Arten är nära släkt med gråögd bulbyl (I. propinqua) och cacharbulbyl (I. cacharensis). Andra auktoriteter fördelar arternas taxon annorlunda, så att lekhakuni och cinnamomeoventris förs till gråögd bulbyl, medan en av dess underarter myitkyinensis samt kacharbulbyl förs till olivbulbyl.

## Levnadssätt
Olivbulbylen hittas i skogar i lågland och lägre bergstrakter, ofta klättrande i tät och snårig vegetation på medelhög till låg nivå. Arten är social, men skygg och tillbakadragen.

## Status
IUCN kategoriserar arten som livskraftig, men dess bedömning omfattar populationerna av Iole viridescens viridescens, Iole cacharensis och Iole propinqua myitkyinensis.